# Diplomacia digital
La diplomacia digital, también conocida como eDiplomacia o ciberdiplomacia, surge como respuesta al impacto de las redes sociales en la comunicación global.Dado que el diálogo ha sido siempre un elemento central en la diplomacia tradicional, los medios digitales han transformado esta práctica.
Este nuevo tipo de diplomacia implica el uso de internet, tecnologías de la información y redes sociales para apoyar los objetivos de política exterior de un país. A través de estos canales, los Estados pueden comunicarse de manera más ágil y directa, tanto con otros gobiernos como con sus ciudadanos, fomentando una conexión más cercana e inmediata. La diplomacia digital es ejercida no solo por agencias gubernamentales y diplomáticos, sino también por actores no gubernamentales, como organizaciones de la sociedad civil y grupos defensores de derechos humanos.

## Relevancia de la diplomacia digital en las relaciones internacionales
La diplomacia digital se ha convertido en una herramienta estratégica clave en el ámbito de las relaciones internacionales, transformando cómo los Estados y otros actores internacionales interactúan, comunican y proyectan su influencia a nivel mundial.

### Democratización de las relaciones internacionales
Un aspecto especialmente relevante de la diplomacia digital es su capacidad para abrir y democratizar las interacciones internacionales. Antes, durante el predominante marco de la diplomacia tradicional, los diplomáticos y embajadores gestionaban sus intercambios en espacios cerrados, como reuniones privadas o cumbres internacionales, donde las decisiones y posturas se definían exclusivamente entre élites gubernamentales, sin acceso ni influencia del público general.Esto conllevaba a que la información sea transmitida de manera jerárquica y los ciudadanos carecían de un rol activo en la construcción de la imagen internacional de sus países. Actualmente, gracias a las redes sociales y plataformas digitales, los gobiernos pueden comunicarse directamente con los ciudadanos de otros países, promoviendo la transparencia y creando oportunidades para un diálogo directo y bidireccional. Esta nueva dinámica no solo les permite a los Estados posicionarse de forma estratégica en tiempo real, sino también escuchar, responder y adaptarse a las inquietudes del público global. Así, los ciudadanos asumen un papel activo en la construcción de la imagen y reputación internacional de sus países.

### Herramienta de poder blando
La diplomacia digital se ha consolidado como una herramienta clave para potenciar el poder blando, o soft power, un concepto introducido por Joseph Nye en los años 90 que describe la capacidad de un Estado para influir en otros a través de la atracción y la persuasión, dejando de lado la fuerza. Este poder se sustenta en aspectos como la historia, la diversidad cultural, la fortaleza económica, el desarrollo democrático, la influencia en organizaciones internacionales, los valores artísticos o deportivos y los avances tecnológicos.La diplomacia digital amplifica el alcance de estos elementos al permitir a los Estados proyectar su identidad cultural, valores y políticas a través de plataformas digitales como redes sociales, blogs y otros medios interactivos. Esto, a su vez, fortalece la reputación global de un país y contribuye a construir su “marca país”, una representación estratégica que se vuelve esencial en un mundo interconectado.La capacidad de proyectar una imagen positiva resulta determinante, puesto que la percepción internacional influye directamente en el atractivo de un país como socio comercial, destino turístico o lugar de inversión. Así, la diplomacia digital no solo facilita una comunicación efectiva, sino que también se erige como un componente crucial en la competencia global por la influencia y el desarrollo.

### Respuesta rápida y eficiente ante crisis internacionales
Asimismo, la diplomacia digital permite a los Estados actuar con rapidez y eficiencia ante acontecimientos internacionales. En el pasado, los esfuerzos diplomáticos estaban limitados a reuniones presenciales entre representantes, lo que restringía su alcance geográfico y social. Hoy, con las plataformas digitales, los gobiernos y diplomáticos pueden comunicarse y ejercer su influencia de manera casi instantánea, superando las barreras geográficas y respondiendo de inmediato en situaciones de crisis o emergencia.Esto resulta vital en una era donde los eventos se viralizan en minutos y los Estados deben reaccionar rápidamente para no perder control sobre su narrativa pública.

### Inclusión de nuevos actores en la diplomacia internacional
Finalmente, la diplomacia digital ha ampliado el número de actores que participan en el escenario internacional. Además de los Estados, ahora individuos, empresas transnacionales y organizaciones no gubernamentales pueden influir activamente en la diplomacia. A través de las redes sociales, cualquier persona puede compartir opiniones y ejercer cierta influencia,descentralizando así el poder de la diplomacia y multiplicando las voces en el diálogo global. Las empresas transnacionales, por ejemplo, juegan un rol creciente en la diplomacia económica, influyendo en políticas y regulaciones en distintas regiones. De igual forma, las ONG y otros colectivos de la sociedad civil abogan por derechos humanos, cambio climático y desarrollo sostenible, presionando a los Estados y organizaciones internacionales a considerar sus posturas.

## Diplomacia digital en las redes sociales

### Twiplomacy
La "Twiplomacy" se refiere al ejercicio de la diplomacia a través de Twitter (ahora X), destacándose como una herramienta esencial para los líderes y diplomáticos en el ámbito digital. Un estudio del mismo nombre, Twiplomacy, analiza cómo estos actores utilizan la plataforma y concluye que Twitter se ha convertido en la red social preferida para ejercer la diplomacia digital debido a su alcance y capacidad de influencia global.En línea con esta tendencia, un estudio de la Universidad de Oxford en 2023 reveló que más del 90% de los líderes mundiales tienen una presencia activa en Twitter, empleándola para anunciar políticas, gestionar crisis y participar en diálogos globales.Su popularidad radica en la efectividad para transmitir mensajes claros y concisos que, además de ser fáciles de leer, pueden difundirse rápidamente a un público amplio, maximizando su impacto.

### Facebook
El término "diplomacia de Facebook" comenzó a ganar popularidad en 2008, en una conferencia en Nueva York donde James Glassman, subsecretario de Diplomacia Pública de EE. UU., resaltó cómo esta red social ofrecía una ventaja estratégica a las democracias frente a actores hostiles. Glassman ilustró cómo el activismo en Facebook ayudó a generar conciencia global sobre temas críticos, como la violencia de las FARC en Colombia, movilizando apoyo internacional. Asimismo, se utiliza el concepto de "embajador de Facebook" para describir a desarrolladores que optimizan la plataforma en iniciativas diplomáticas y de activismo, como "Facebook Developer Garage," lo que fortalece su uso como herramienta de cambio social.

### Instagram y Tik Tok
Tanto Instagram como Tik Tok son redes sociales que han cobrado un rol reciente en la diplomacia digital, sobre todo cuando se trata de audiencias jóvenes mediante contenido visualmente atractivo.Estas plataformas permiten a los gobiernos promocionar aspectos culturales y turísticos de sus países, construyendo una imagen de marca nacional. Logran capturar el interés internacional de manera creativa y cautivadora al compartir imágenes y videos sobre festividades, gastronomía y paisajes.
Con publicaciones informales y contenido personal, los diplomáticos crean una conexión auténtica, rompiendo con la formalidad de la diplomacia tradicional. Esto fomenta una comprensión cultural mutua generando un sentido de confianza y apertura en la relación entre países y sus audiencias locales.

## Desafíos en la diplomacia digital

### Propagación de noticias falsas y desinformación
Las redes sociales permiten una difusión inmediata de información, pero también facilitan la propagación de noticias falsas,especialmente a través de "periodismo ciudadano", que carece de los estándares de verificación de los medios profesionales.Esto crea un entorno de confusión y desconfianza, en el que las decisiones diplomáticas pueden verse afectadas por rumores o información incorrecta. Los líderes y diplomáticos deben responder rápidamente a estas noticias, sin embargo, la urgencia puede llevarlos a difundir información no verificada, lo que puede generar crisis diplomáticas. Un ejemplo de ello es el anuncio prematuro del presidente colombiano Gustavo Petro sobre el rescate de cuatro niños antes de su confirmación oficial, lo cual causó confusión y falsas expectativas en la ciudadanía.

### Simplificación y pérdida de rigor en el discurso diplomático
La naturaleza de las redes sociales exige mensajes breves, lo que favorece la simplificación de temas diplomáticos complejos. Esta limitación tiende a reducir el discurso diplomático a frases llamativas o retóricas que pierden precisión y profundidad, comprometiendo el debate informado.Los mensajes simplificados pueden resonar emocionalmente con el público, pero sacrifican el análisis detallado y la comprensión de los temas, fomentando una polarización que va en detrimento de la diplomacia seria y ponderada.

### Exposición a manipulación y desinformación por actores externos
Los líderes e instituciones diplomáticas se encuentran cada vez más expuestos a la manipulación de actores externos, como hackers y grupos de propaganda, que emplean las redes sociales para influir en la opinión pública, muchas veces con origen en otros Estados.Estas tácticas pueden incluir campañas de desinformación y el uso estratégico de algoritmos,herramientas capaces de alterar la percepción pública sobre eventos específicos o de generar controversias que impacten directamente en el discurso diplomático. Este tipo de manipulación no solo erosiona la credibilidad de los líderes y las instituciones afectadas, sino que también plantea graves riesgos para la seguridad nacional y la estabilidad política de los Estados involucrados, evidenciando un desafío significativo en el ejercicio de la diplomacia digital.

### Debilitamiento de los canales diplomáticos formales
La diplomacia tradicional se basa en protocolos estrictos y canales oficiales como misiones diplomáticas permanentes.Sin embargo, el uso de redes sociales como X, Facebook e Instagram ha transformado estos procesos, permitiendo a los líderes realizar declaraciones públicas de manera inmediata, eludiendo las vías diplomáticas formales. Este cambio ha generado tensiones y malentendidos entre Estados, afectando la efectividad y estabilidad de la diplomacia oficial. Un ejemplo claro fue la crisis diplomática entre Estados Unidos y Pakistán en enero de 2018, cuando el entonces presidente Donald Trump publicó en Twitter: "Estados Unidos le ha dado tontamente a Pakistán más de US$ 33.000 millones en ayuda durante los últimos 15 años, y no nos han dado más que mentiras y engaños, pensando que nuestros líderes son tontos. Brindan refugio a los terroristas que buscamos, con poca ayuda, en Afganistán. ¡No más!".Este mensaje, que en otra época habría seguido canales formales, fue seguido inmediatamente por el anuncio de la suspensión de la ayuda militar a Pakistán, exacerbando la tensión entre ambos países.

## Oportunidades en la diplomacia digital

### Comunicación bidireccional y activa
La diplomacia digital permite una comunicación directa entre el gobierno y la ciudadanía, facilitando la retroalimentación constante. A través de las redes sociales, los diplomáticos pueden escuchar las demandas de la población, entender sus preocupaciones y adaptarse a sus necesidades, lo cual fortalece la relación con el público y mejora la percepción de la gestión gubernamental. Esta interacción activa genera un ambiente de confianza y fomenta la participación ciudadana en temas diplomáticos y de política exterior.

### Audiencias globales
La diplomacia digital permite un acceso más directo y estratégico a audiencias internacionales al aprovechar las plataformas populares en cada región. Los diplomáticos pueden personalizar sus mensajes según los canales y estilos de comunicación predominantes en cada país, como sucede en China, donde se emplean plataformas locales como Qzone o Youku, en lugar de redes sociales globales.Esta segmentación no solo mejora la efectividad de los mensajes al adaptarlos al contexto cultural, sino que también potencia su impacto al conectar de manera más significativa con las audiencias específicas, promoviendo una diplomacia más eficiente, contextualizada y culturalmente sensible.

### Transparencia y responsabilidad pública
Las redes sociales y las herramientas digitales han transformado la manera en que los gobiernos interactúan con la ciudadanía, permitiéndoles ser más transparentes en sus acciones diplomáticas, un valor cada vez más apreciado por las sociedades contemporáneas.A través de diversas plataformas digitales, los gobiernos pueden compartir actualizaciones en tiempo real y ofrecer explicaciones claras sobre sus decisiones diplomáticas.Esto no solo potencia la transparencia, sino que también promueve la rendición de cuentas, entendida como la obligación de los líderes y las instituciones de justificar sus acciones y responder ante la ciudadanía. Este enfoque genera una percepción positiva de la labor diplomática, puesto que los ciudadanos sienten que sus expectativas de claridad, y apertura son atendidas, fortaleciendo así la confianza en sus representantes y en las políticas internacionales del Estado.

### Opinión pública y comunidades digitales
Las redes sociales proporcionan a los gobiernos una poderosa herramienta para influir en la opinión pública sobre temas de política exterior y diplomacia.A través del uso de algoritmos, imágenes impactantes y un enfoque emocional, los diplomáticos pueden construir narrativas persuasivas que no solo sensibilicen a la ciudadanía, sino que también la movilicen en torno a causas clave.Estas plataformas también permiten la creación y el fortalecimiento de comunidades digitales en torno a temas específicos, involucrando a actores estratégicos como periodistas, académicos y líderes de opinión para amplificar el alcance y la credibilidad de los mensajes. Al fomentar estas comunidades, los gobiernos promueven un discurso más participativo e inclusivo, que se adapta a los intereses y preocupaciones de la sociedad, logrando una conexión más profunda entre las políticas internacionales y los ciudadanos.